# Rambin
Rambin ist eine Gemeinde auf der Insel Rügen in Mecklenburg-Vorpommern. Die zum Landkreis Vorpommern-Rügen gehörende Gemeinde wird vom Amt West-Rügen mit Sitz in der Gemeinde Samtens verwaltet.

## Lage

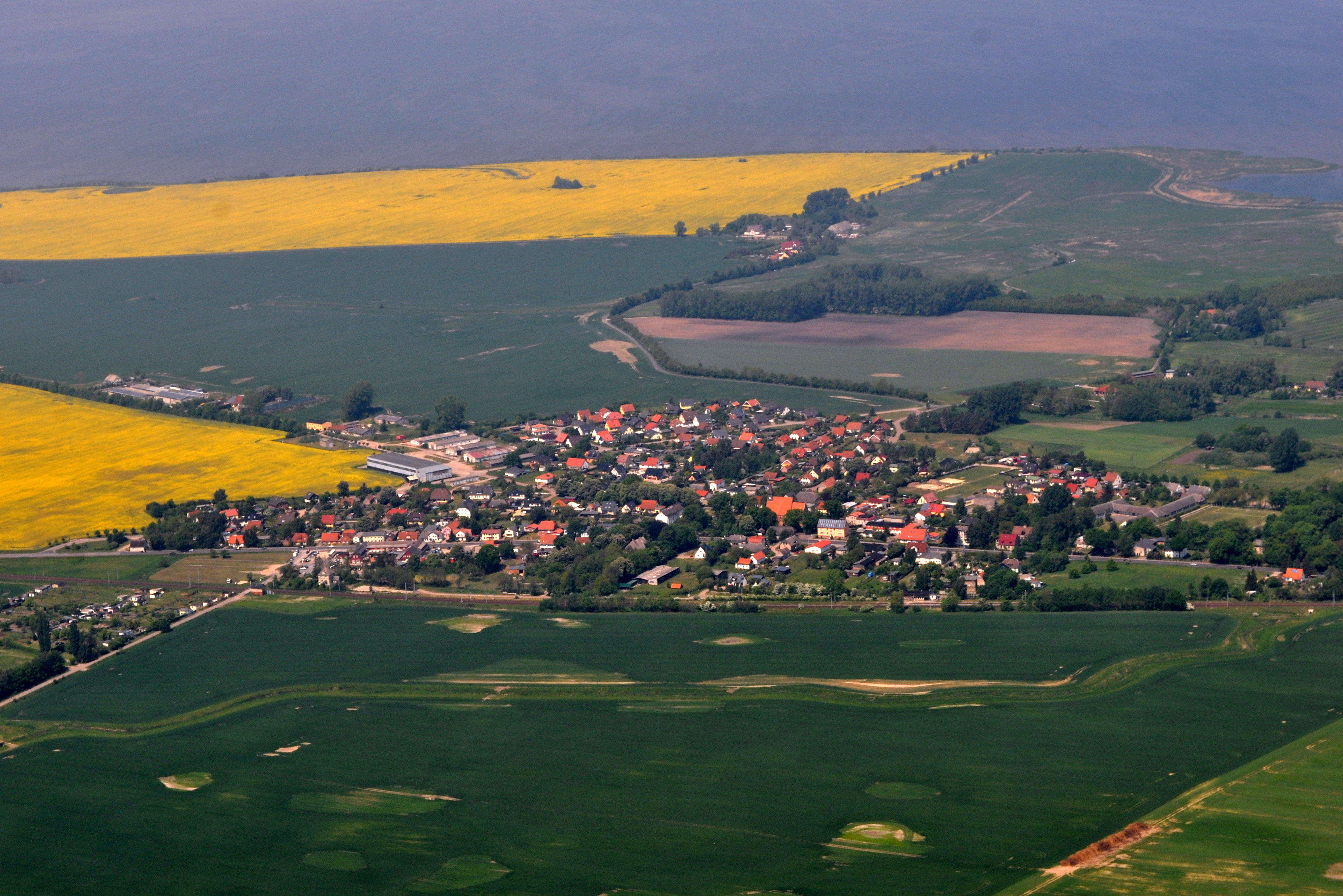
Rambin (2011)

Rambin befindet sich etwa zwölf Kilometer nordöstlich von Stralsund und etwa 18 Kilometer südwestlich von Bergen.
Die B 96 sowie die Bahnstrecke Stralsund–Sassnitz verlaufen durch die Gemeinde. Im Norden grenzt die Gemeinde an den Kubitzer Bodden und an den Nationalpark Vorpommersche Boddenlandschaft.
Umgeben wird Rambin von den Nachbargemeinden Dreschvitz im Nordosten (teilweise Seegrenze), Samtens im Osten, Poseritz im Südosten, Gustow im Süden, Altefähr im Südwesten sowie Kramerhof im Westen (Seegrenze).

## Ortsteile
Zur Gemeinde Rambin gehören die Orte Kasselvitz, Giesendorf, Breesen, Gurvitz, Bessin, Grabitz, Götemitz, Drammendorf, Rothenkirchen, Sellentin und Neuendorf.

## Geschichte
Rambin wurde erstmals 1246 als Rabyn erwähnt. Der Ortsname ist slawischen Ursprungs. Der Stralsunder Ratsherr Godeke von Wickede stiftete 1334 hier ein Hospital und Siechenhaus. Bereits im 14. Jahrhundert teilten sich mehrere Besitzer den Ort: der Herzog von Pommern, das Hospital und Siechenhaus St. Jürgen vor Rambin und das Pastorat.
Der Ort war bis 1326 Teil des Fürstentums Rügen und danach des Herzogtums Pommern. Mit dem Westfälischen Frieden von 1648 wurde Rügen und somit auch das Gebiet von Rambin ein Teil von Schwedisch-Pommern. 1815 kam Rambin als Teil von Neuvorpommern zur preußischen Provinz Pommern.
Ludwig Arndt (1740–1808), der Vater des berühmten deutschen nationalistischen und demokratischen Schriftsteller und Historiker Ernst Moritz Arndt, war u. a. Gutspächter in Grabitz. Um 1780 wurde er hier von dem bekannten Prerower Theologen, Joachim Gottfried Danckwardt als Hauslehrer unterrichtet. Daraus entwickelte sich eine lebenslange freundschaftliche Verbindung.
Seit 1818 gehörte Rambin zum Kreis bzw. Landkreis Rügen. In der frühen DDR-Zeit, von 1952 bis 1955, war es dem Kreis Putbus zugehörig, danach wurde der Ort zum Kreis Rügen im Bezirk Rostock eingemeindet. Nach der Wiedervereinigung und der Neubildung von Bundesländern wurde Rambin 1990 Teil des Landes Mecklenburg-Vorpommern. Der gleichzeitig wieder so bezeichnete Landkreis Rügen ging 2011 im Landkreis Vorpommern-Rügen auf.

## Wirtschaft
Rambin lebt überwiegend vom Tourismus.

## Politik

### Gemeindevertretung und Bürgermeister
Der Gemeinderat besteht (inkl. Bürgermeister) aus 8 Mitgliedern. Die Wahl zum Gemeinderat am 26. Mai 2019 hatte folgende Ergebnisse:
| Partei/Bewerber           | Prozent | Sitze |
| ------------------------- | ------- | ----- |
| CDU                       | 68,87   | 5     |
| Die Linke                 | 20,75   | 2     |
| Einzelbewerber Gudescheit | 10,38   | 1     |

Bürgermeister der Gemeinde ist Andreas Klug (CDU), er wurde mit 69,62 % der Stimmen gewählt.

### Wappen
Das vom Weimarer Heraldiker Michael Zapfe gestaltete Wappen wurde am 17. Mai 1999 durch das Innenministerium genehmigt und unter der Nr. 187 der Wappenrolle von Mecklenburg-Vorpommern registriert.
Blasonierung: „In Blau ein goldener römischer Krieger mit silbernem Schild, das mit einem roten Kreuz bedeckt ist, und einem silbernen Schwert am Gürtel, auf einem silbernen springenden Pferd sitzend, mit einer silbernen Lanze einen geflügelten goldenen Drachen durchbohrend; im linken Obereck ein silberner Schild, darauf ein roter Äskulapstab mit rotgezungter schwarzer Schlange.“

## Sehenswürdigkeiten

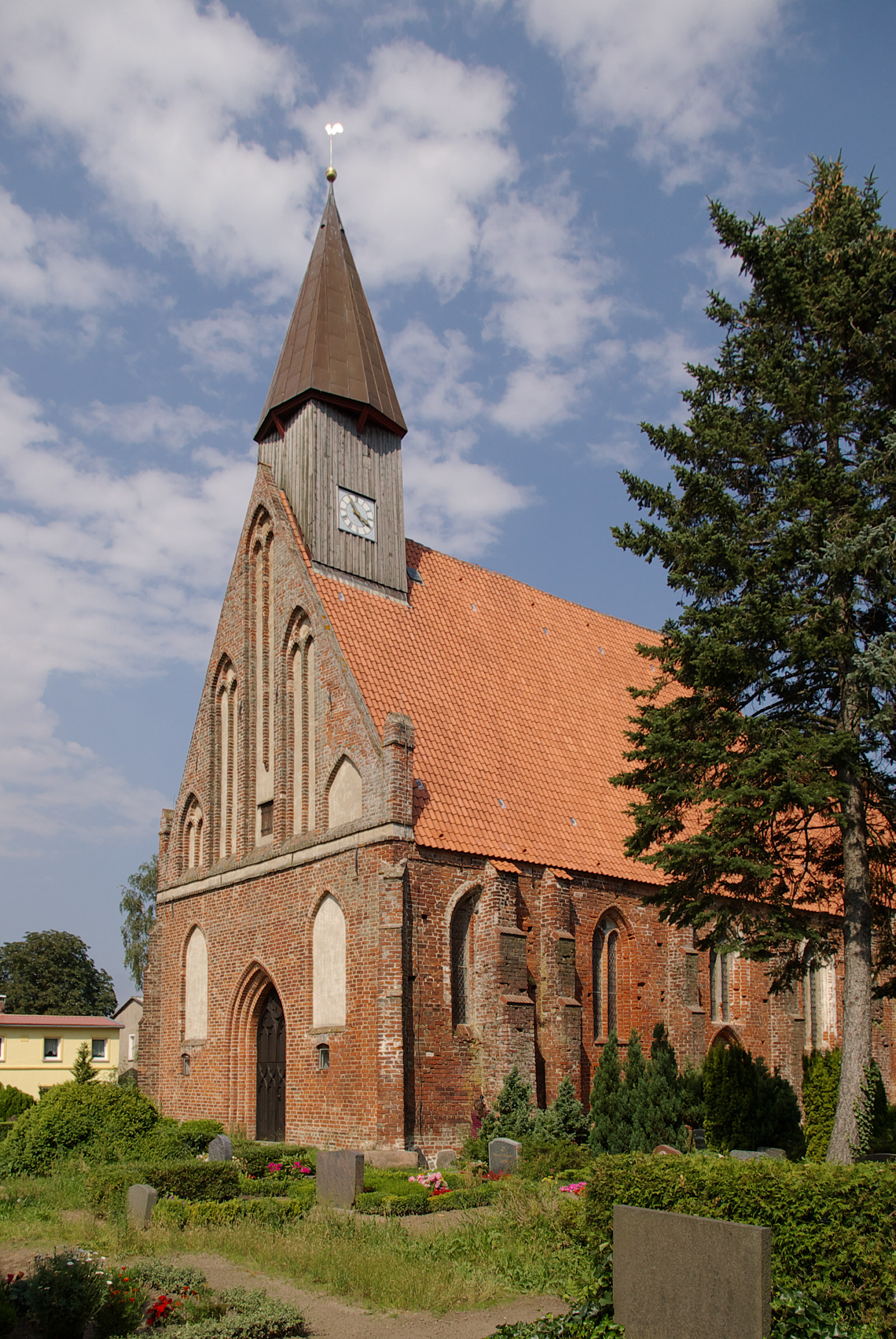
St. Johannes-Kirche

- Kloster St. Jürgen aus dem 14. Jahrhundert
- historischer Dorfkern
- gotische Backsteinkirche St. Johannes aus dem 14. Jahrhundert
- Prövenerhaus
- Kapelle Bessin Zum Heiligen Kreuz von 1482
- Heimatmuseum mit der Dauerausstellung Leben und Arbeit auf dem Lande